# Маламед, Евгений Рафаилович
Евгений Рафаилович Маламед (род. 30 июня 1938) — российский учёный в области системотехники оптических приборов и комплексов, лауреат Государственной премии РФ 1998 года.

## Биография
Родился 30 июня 1938 года. В 1961 году окончил оптический факультет ЛИТМО.
Инженер-конструктор (1961), ведущий конструктор по измерительным ОЭП оборонного и гражданского назначения (1968), ведущий конструктор по особо сложным разработкам (1982), директор и главный конструктор НПК космической техники (1992), начальник ЦКБ и главный конструктор ЛОМО (1998—2000) .
Руководил созданием нового поколения измерительных приборов с оптико-электронными системами отсчёта. Главный конструктор космического телескопа с диаметром главного зеркала 1500 мм. 
Автор многих изобретений, внедрённых в производство.
Тема кандидатской диссертации: «Разработка и создание малогабаритных преобразователей линейного перемещения для серийных контрольно-измерительных приборов».
Доктор технических наук.
С 1982 года преподавал в ЛИТМО. Доцент и профессор базовой кафедры системотехники оптических приборов и комплексов. Читал курс «Особенности конструирования оптических приборов космического базирования».
С 2005 года живёт и работает в Бостоне, США.
Лауреат Государственной премии РФ (1998 — за дизайнерскую и эргономическую разработку в открытом акционерном обществе «ЛОМО» оптико-механических приборов для научных исследований, медицины и широкого потребления).

## Основные работы
Автор книг:
- Конструирование оптических приборов космического базирования : Учеб. пособие / Е. Р. Маламед; М-во образования Рос. Федерации. С.-Петерб. ин-т точной механики и оптики (ИТМО техн. ун-т). — СПб. : СПб ГИТМО (ТУ), 2002. — 291 с. : ил., табл.; 21 см; ISBN 5-7577-0097-1
- Функциональные узлы приборов : Учеб. пособие / Р. М. Рагузин, Е. Р. Маламед; Ленингр. ин-т точ. механики и оптики, Каф. конструирования и технологии опт. и опт.-электрон. систем. — Л. : ЛИТМО, 1985. — 79,[1] с. : ил.; 20 см.